# Orgullo de Brighton
La parada del orgullo de Brighton y Hove es un evento anual celebrado en la ciudad de Brighton & Hove, en Inglaterra, organizada por el orgullo de Brighton, una compañía de interés comunitario, la cual promueve la igualdad y diversidad, además de la educación para eliminar la discriminación en contra de la comunidad Lesbiana,Gay, Bisexual y Trans (LGBT).
El evento principal se trata de un festival anual realizado en la primera semana de agosto,el cual consiste de una marcha a través del centro de la ciudad, un festival en el Parque Preston, y de fiestas en distintos clubes gais. Desde 2013 también ha incluido un festival de cine y arte, además de la marcha del orgullo animal.
La marcha atrae a aproximadamente 500.000 personas a la ciudad durante la semana del orgullo, aportando el 2% de los visitantes anuales en un solo día,además de un estimado de 35.5 millones de euros, razón por la cual se considera al festival como una de las vías principales por las que la ciudad ha visto impulsada su economía.

## Historia
El orgullo de Brighton comenzó como una demostración gay en Brighton en 1972, por el Frente de Liberación Gay de Sussex, y como una marcha en julio de 1973.
El orgullo regreso a la ciudad en 1991 cuando el Área de Acción en Contra del artículo 28 organizó la primera marcha contemporánea, una semana de distintos eventos atrajo a cientos de personas a las calles.Luego de un comienzo agitado con un gran evento en 1992, seguido de una bancarrota del comité organizador y de una serie de encuentros mucho más discretos en 1993, el festival comenzó a aumentar significativamente en tamaño durante los años venideros, lo que terminó por atraer la atención de patrocinadores, pubs, clubs y artistas drag. Desde 1996 el Parque Presten funciona como sede del festival.

## Festival
La semana del orgullo incluye los siguientes eventos:
- La marcha tradicional de la comunidad, con carrozas, comenzando desde la costanera a través de la calle de Londres hasta el parque.
- "Orgullo en el parque", festival en el Parque Preston que incluye actos de presentación.
- "La Fiesta del pueblo del orgullo" en la comunidad de Kemptown.
- Gran cantidad de fiestas en los distintos establecimientos de la ciudad, incluyendo Jardines de recreo.
- Show de arte y cine.
- Show de perros.

## Cabezas de cartel
A continuación, una lista de artistas que han encabezado o está previsto que encabecen el escenario principal del Orgullo de Brighton.
| Año  | Día                 | Cabeza(s) de cartel  | Otros artistas en el escenario principal                                                                         | Notas                        |
| ---- | ------------------- | -------------------- | --- | ---------------------------- |
| 2012 | Sábado 1 septiembre | Alexandra Burke      | Freemasons, Fatboy Slim                                                                                          |                              |
| 2013 | Sábado 3 agosto     | Paloma Faith         | Alison Moyet, MKS, Stooshe, Ms Dynamite                                                                          |                              |
| 2014 | Sábado 2 agosto     | Blue                 | Collabro, Heather Peace, Neon Jungle, Kimberly Wyatt, Katy B, Sam Bailey                                         |                              |
| 2015 | Sábado 1 agosto     | The Human League     | Bright Light Bright Light, Ella Henderson, Fatboy Slim, Foxes, Kelli-Leigh, Ms Dynamite, Tulisa                  |                              |
| 2016 | Sábado 6 agosto     | Sister Sledge        | Carly Rae Jepsen, Anne-Marie, Alesha Dixon, DJ Fresh, Dua Lipa, Fleur East, Imani Williams, Seann Miley Moore    |                              |
| 2017 | Sábado 5 agosto     | Pet Shop Boys        | Years & Years, Becky Hill, Fickle Friends, KStewart, Louisa Johnson, M.O                                         |                              |
| 2018 | Sábado 4 agosto     | Britney Spears       | Ella Eyre, Pixie Lott, Louise Redknapp, MNEK, Mabel                                                              |                              |
| 2018 | Sábado 5 agosto     | Jess Glynne          | Nile Rodgers & Chic, RAYE, Gabrielle, House Gospel Choir                                                         |                              |
| 2019 | Sábado 3 agosto     | Kylie Minogue        | Clean Bandit (con Marina Diamandis), Fleur East, Björn Again, Zak Abel, Rina Sawayama, Alice Chater, Emeli Sandé |                              |
| 2019 | Domingo 4 agosto    | Jessie J Grace Jones | Rak-Su, Nina Nesbitt, House Gospel Choir, Grace Carter                                                           |                              |
| 2020 | Sábado 1 agosto     | Mariah Carey         | Bananarama | Cancelado debido al COVID-19 |
| 2020 | Domingo 2 agosto    | The Pussycat Dolls   | Todrick Hall | Cancelado debido al COVID-19 |
| 2021 | Sábado 7 agosto     | N/A                  | N/A | Cancelado debido al COVID-19 |
| 2021 | Domingo 8 agosto    | N/A                  | N/A | Cancelado debido al COVID-19 |
| 2022 | Sábado 6 agosto     | Christina Aguilera   | Tia Kofi, Call Me Loop, L Devine, Bimini Bon-Boulash, RAYE, Todrick Hall & Ella Henderson                        |                              |
| 2022 | Domingo 7 agosto    | Paloma Faith         | Lyra, Cat Burns, Björn Again, Sophie Ellis-Bextor & Jake Shears                                                  |                              |
| 2023 | Sábado 5 agosto     | Black Eyed Peas      | Zara Larsson, Jax Jones, DYLAN, Mae Muller & Bellah Mae                                                          |                              |
| 2023 | Domingo 6 agosto    | Steps                | Melanie C, Louise Redknapp, B*Witched, The Vivienne & Harley Moon Kemp                                           |                              |
| 2024 | Sábado 3 agosto     | Girls Aloud          | Billy Porter, Sophie Ellis-Bextor, House Gospel Choir & Beth McCarthy                                            |                              |
| 2024 | Domingo 4 agosto    | Mika                 | S Club, Gabrielle, Björn Again & Danny Beard                                                                     |                              |

## Galería

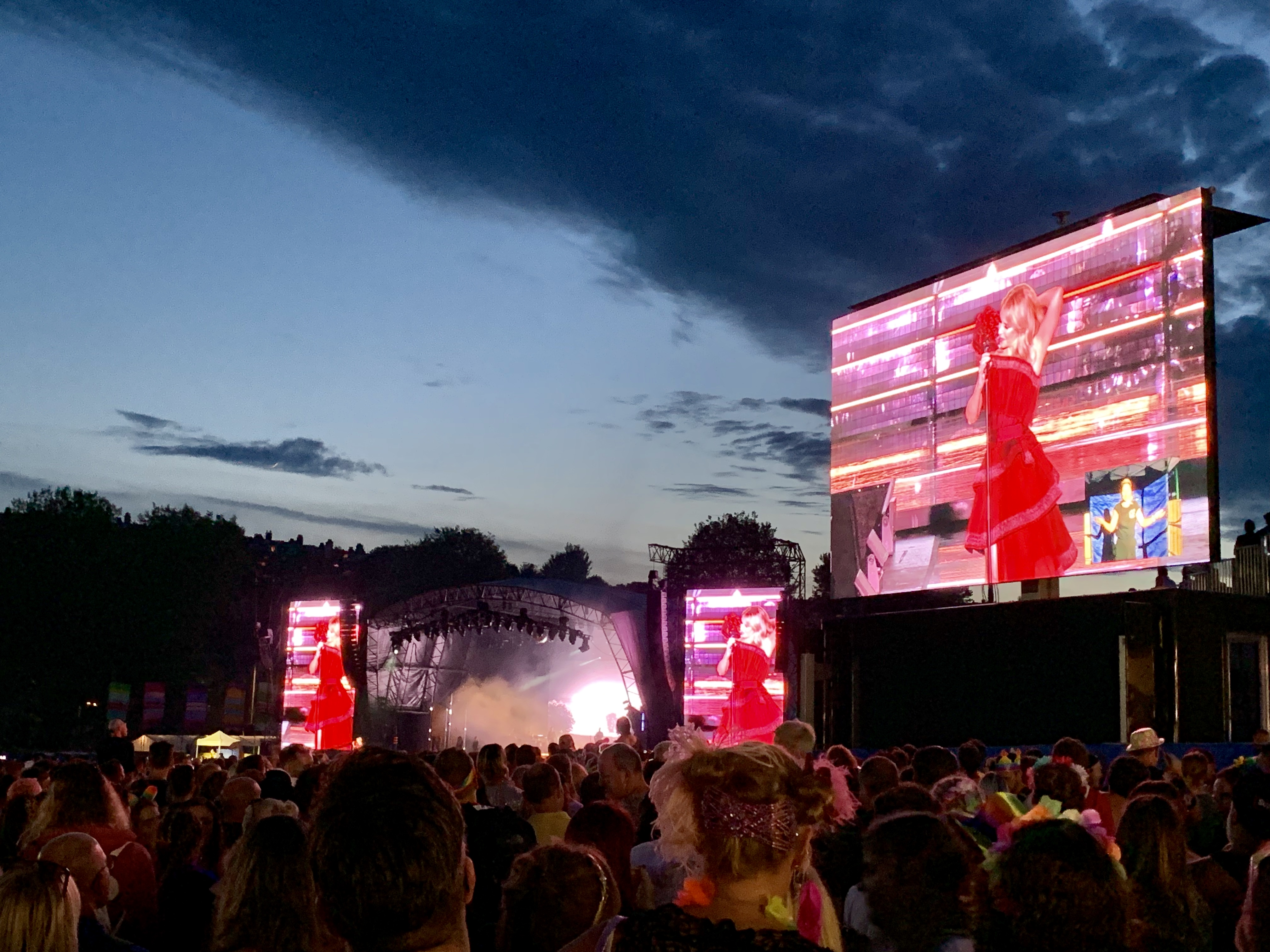
Kylie Minogue presentando el orgullo de Brighton.
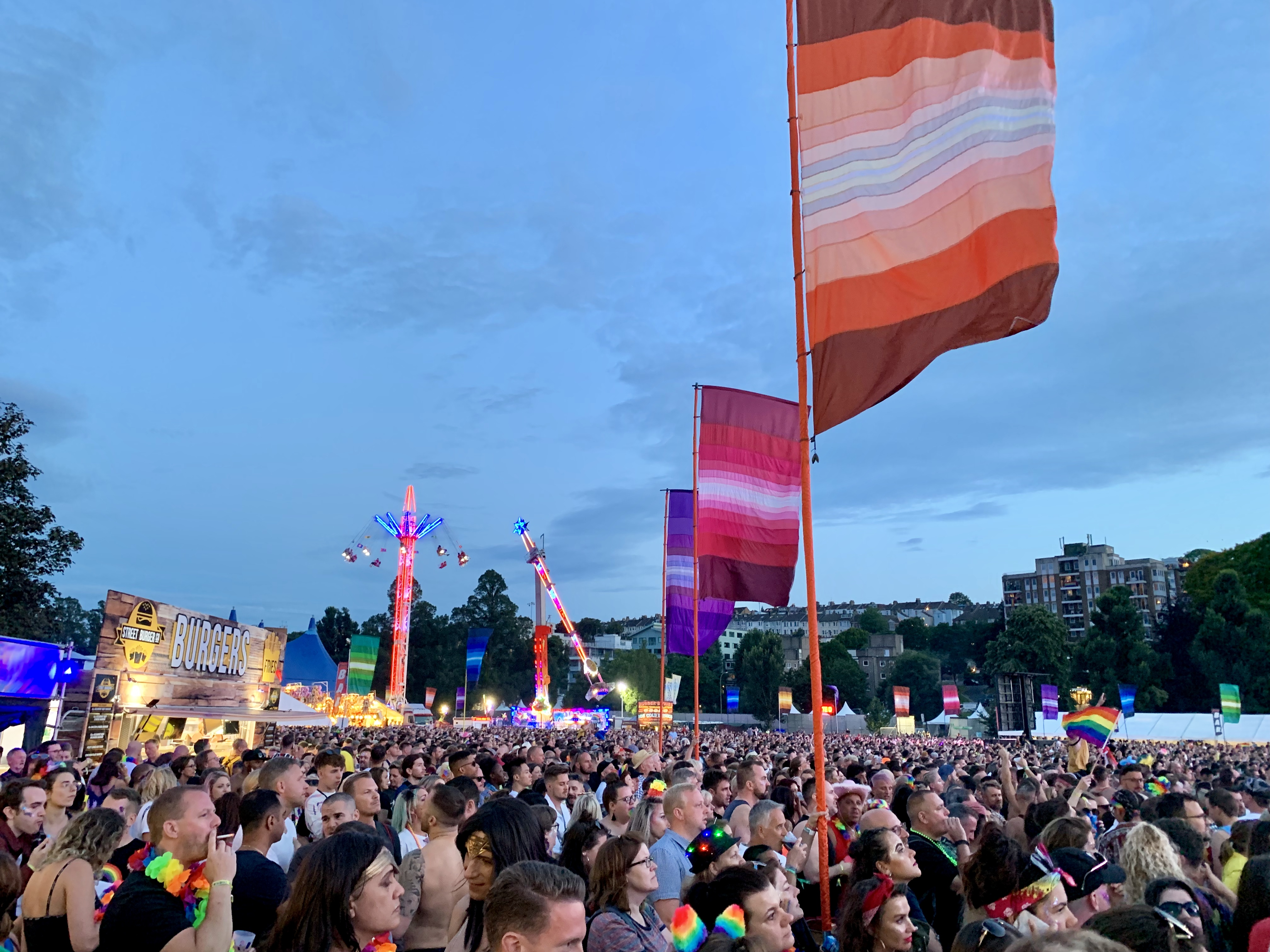
Multitud en el parque del evento durante el orgullo de Brighton.
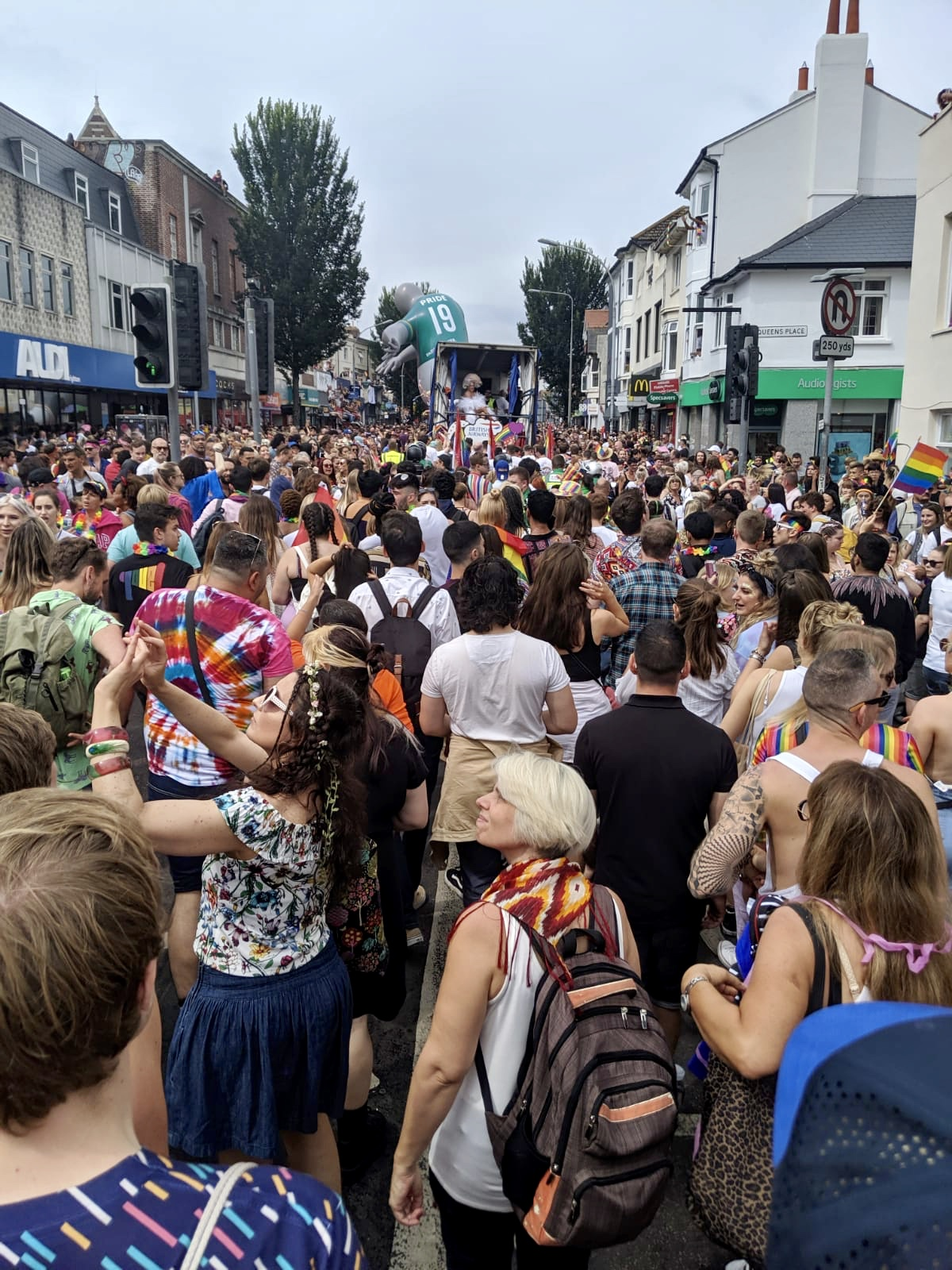
Multitud en el orgullo de Brighton.
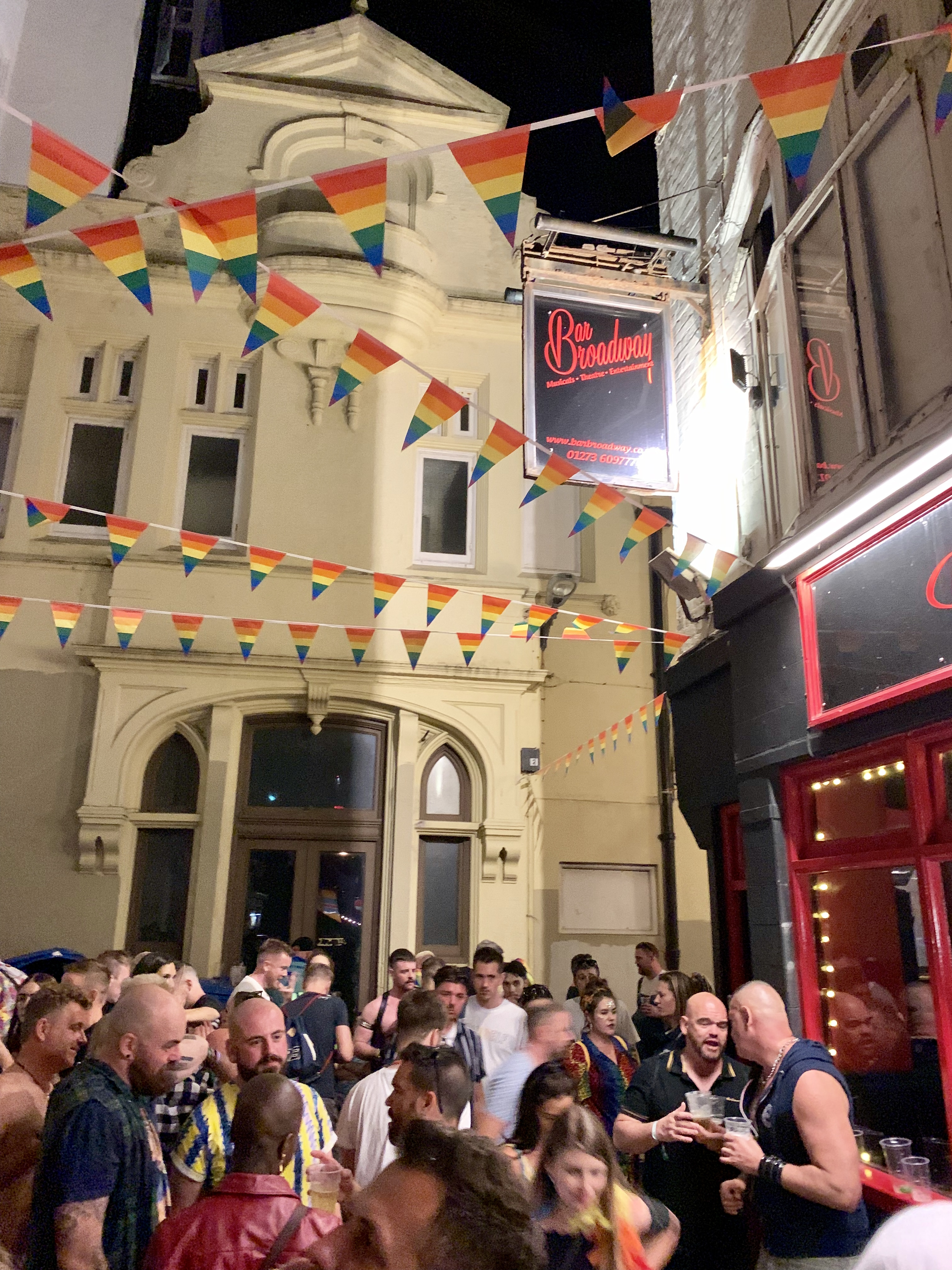
Multitud afuera del Bar de Broadway.
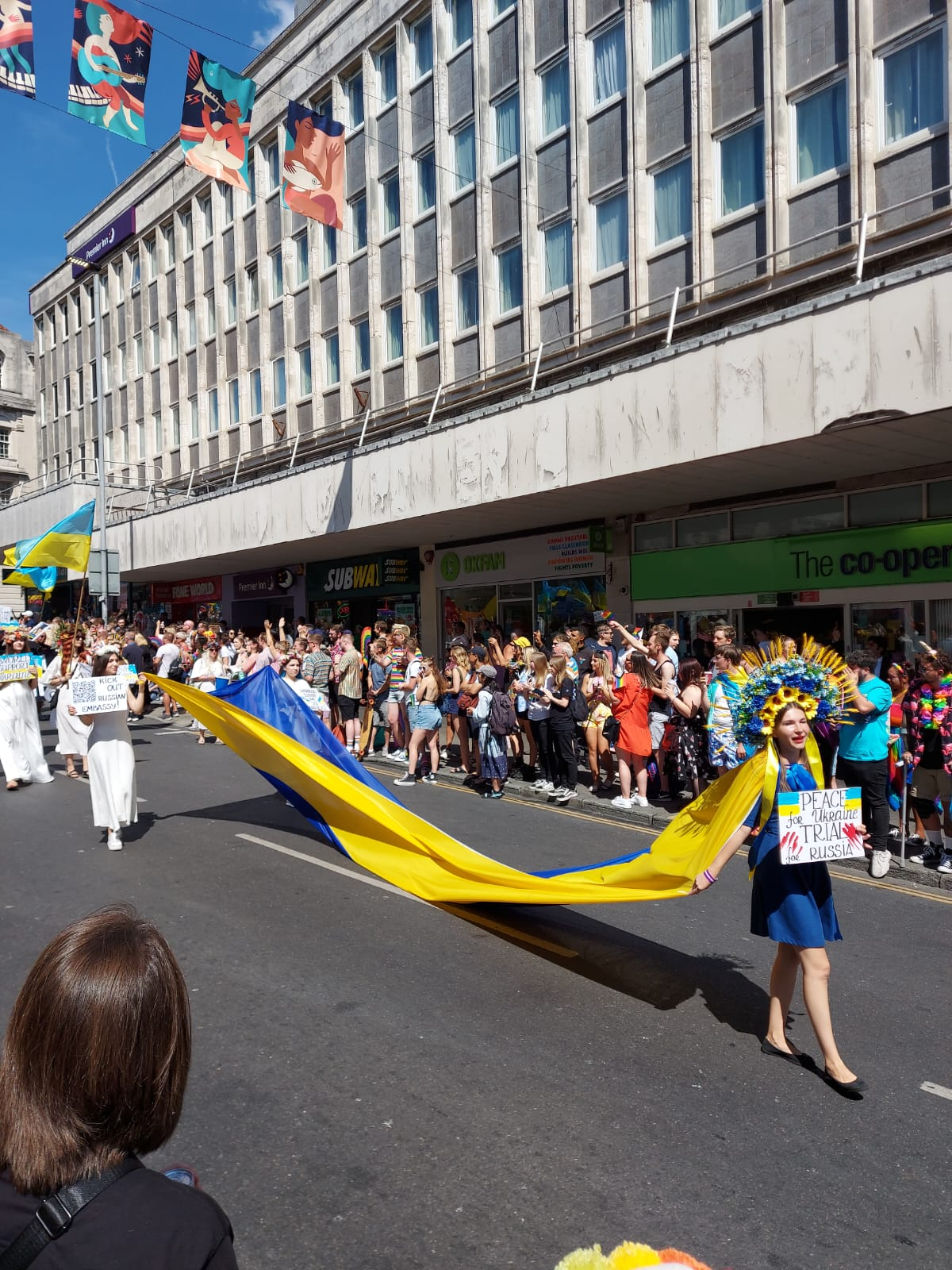
Participantes ucranianos en el orgullo de Brighton.